# یواس‌اس نریوس (ای‌سی-۱۰)
یواس‌اس نریوس (ای‌سی-۱۰) (به انگلیسی: USS Nereus (AC-10)) یک کشتی بود که طول آن ۵۴۲ فوت (۱۶۵ متر) بود. این کشتی در سال ۱۹۱۳ ساخته شد.